# جافياليات
الجاڤياليات (Gavialidae) هي فصيلة من الزواحف من ضمن رتبة التمساحيات، يوجد منها نوع واحد هو الجاڤيال، موطنها الأصلي هو الهند ونيبال، وتوجد منها أنواع عديدة منقرضة معروفة.

## وصلات خارجية
- Gavialidae en The Paleobiology Database